# Sant'Eusanio del Sangro
Sant'Eusanio del Sangro est une commune de la province de Chieti dans la région Abruzzes en Italie.

## Administration
| Période                                  | Période  | Identité         | Étiquette | Qualité |
| ---------------------------------------- | -------- | ---------------- | --------- | ------- |
| 30 mai 2006                              | En cours | Domenico Carulli |           |         |
| Les données manquantes sont à compléter. |          |                  |           |         |

### Hameaux
Le territoire de la commune de Sant'Eusanio del Sangro comprend de nombreuses frazioni et località : Brecciaio, Candeloro, Castellata Forestieri, Castellata Tori, Castello, Cotti, Fontepaduli, Passoterrato, Piana delle Mele, Santa Lucia, Saponelli.

### Communes limitrophes
Altino, Atessa, Casoli, Castel Frentano, Guardiagrele, Lanciano